# 유응 (서진)
유응(劉膺, 생몰년 미상)은 서진 시기의 인물로 유량(劉亮)의 아들, 유희의 부친으로 유송을 건국한 유송 무제의 열조부이다.

## 생애
생전 서진의 북평태수(北平太守)를 지냈고, 420년 6대손 유유가 유송을 건국하자 우북평부군(右北平府君)으로 추존되어 칠묘에 위패가 안치되었다. 
송무제의 조상 중 칠묘에 배향된 마지막 조상으로, 유유가 송왕(宋王)일 시기 제후는 5묘까지 배향하는 법칙 때문에 배향되지 못하였다가 황제로 즉위해  천조와 열조를 배향할 수 있게 되자 유응을 마지막으로 칠묘에 배향하였다.
422년 무제가 죽고 유의부가 즉위하자 우북평부군의 묘역은 철거되었다.

## 계보

### 선조
- 17대조: 유인
- 16대조: 유태공 - 태상황(太上皇)
- 15대조: 유교 - 초원왕
- 14대조: 유부(劉富) - 홍의후(紅懿侯)
- 13대조: 유벽강(辟彊) - 종정(宗正)
- 12대조: 유덕(劉德) - 양성목후(陽城繆侯)
- 11대조: 유안민(劉安民) - 양성절후(陽城節侯)
- 10대조: 유경기(劉慶忌) - 양성희후(陽城釐侯)
- 비조부: 유잠(劉岑) - 양성숙후(陽城肅侯)
- 원조부: 유평(劉平) - 종정(宗正)
- 태조부: 유모(劉某, 불명) - 동무성령(東武城令)
- 열조부: 유경(劉景) - 동래태수(東萊太守)
- 현조부: 유흡(劉洽) - 명경(明經)
- 고조부: 유홍(劉弘) - 박사(博士)
- 증조부: 유리(劉悝) - 낭야도위(琅琊都尉)
- 조부: 유모(劉某, 불명) - 정양태수(定襄太守)
- 부친: 유량(劉亮) - 사성현령(邪城縣令)
- 모친: 불명

### 후손
- 아들: 상국연부군(相國掾府君) 유희
- 손자: 개봉부군(開封府君) 유욱손
- 증손: 무원부군(武原府君) 유혼
- 현손: 동안부군(東安府君) 유정
- 내손: 효목제(孝穆帝) 유교
- 곤손: 송무제(宋武帝)